# Alexius Geyer
Fedor Alexius Geyer (* 25. Mai 1816 in Berlin; † 16. Juli 1883 ebenda) war ein deutscher Landschafts- und Orientmaler.

## Leben und Werk

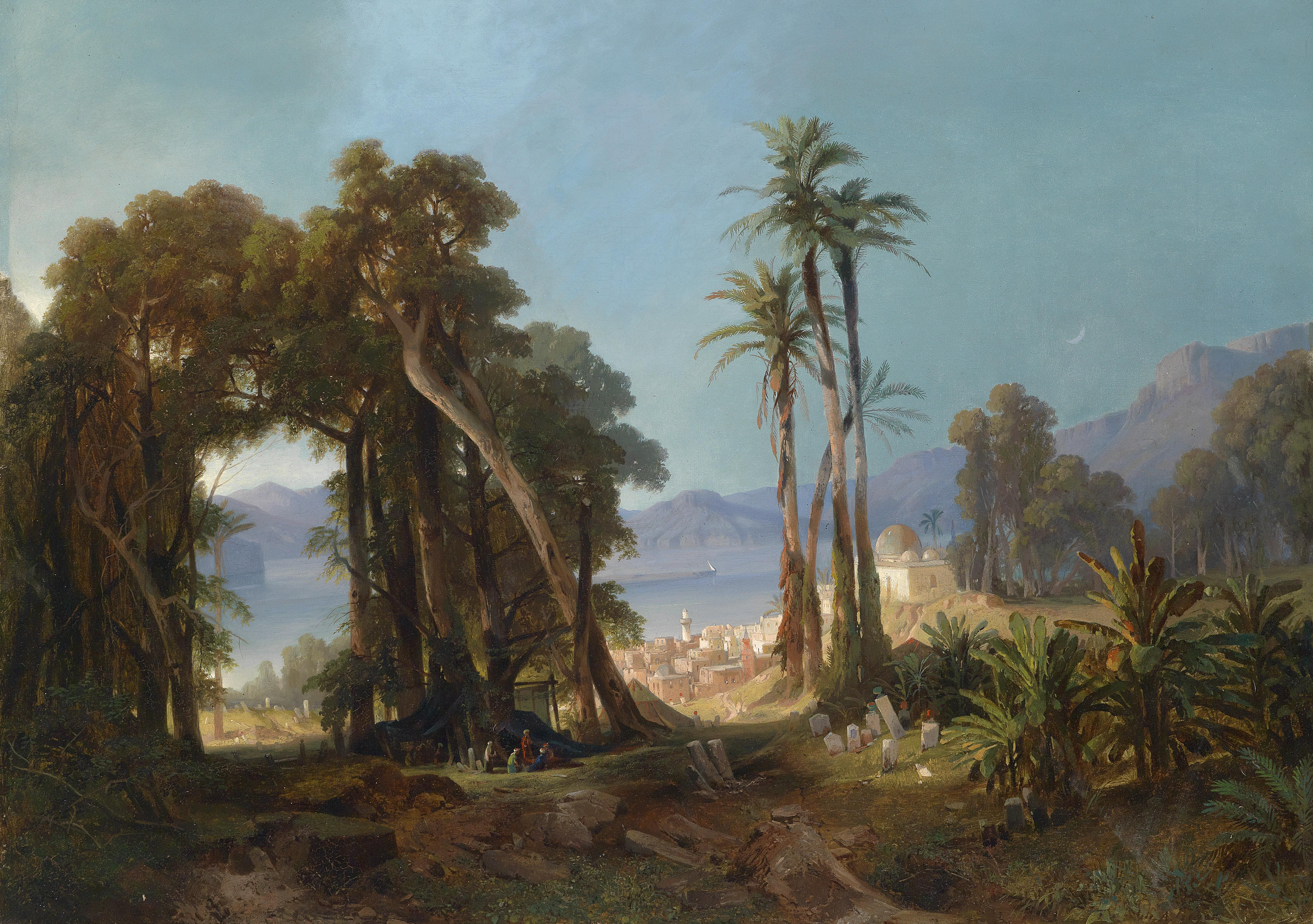
Türkischer Friedhof

Geyer besuchte die Akademien in Berlin, München und Dresden. Nach dem Studium ging er 1840 für insgesamt zehn Jahre ins Ausland.
Zunächst verbrachte er einige Jahre in Rom (1841–1847) und Italien. In Rom war er 1842–43 Präsident der Ponte-Molle-Gesellschaft und 1845 Gründungsmitglied des ihr nachfolgenden Deutschen Künstlervereins; in seine Zeit in Rom fielen auch mehrfache Besuche in Neapel und Sizilien (zuletzt 1847). Schließlich trat er auf Veranlassung des Königs Otto von Griechenland eine Wanderung durch Griechenland (Herbst 1847) und viele Gegenden des Orients an. Er besuchte Palästina, Kleinasien, Armenien und die Donauländer. Spätestens im Herbst 1848 (und vielleicht schon früher) befand er sich in Konstantinopel, wo er sich ebenfalls für längere Zeit aufhielt, wohl bis in zweite Jahreshälfte 1849. Dort erlebte er auch die Wiedereröffnung des Opernhauses in Pera im November 1848. Gaspare Fossati, der zwischen 1847 und 1849 im Auftrag des Sultans die Restaurierung der Hagia Sophia leitete, beschäftigte Geyer über sechs Monate als Bauzeichner und Kopisten der Wandfresken. Im Jahr 1850 unternahm Geyer zusammen mit dem Berner Architekten Theodor Zeerleder eine Reise auf dem Nil, bevor er in Gesellschaft des Orient- und Genremalers Leopold Güterbock im September 1850 nach Berlin zurückkehrte. Geyer bereiste auch einen großen Teil von Deutschland, die Schweiz, Belgien und Holland.
Von seinen Reisen mitgebrachte oder inspirierte Bilder zeigte Geyer zuerst 1852 in der Berliner Akademie der Künste, dann im folgenden Jahr auf Ausstellungen in Stettin und Breslau. Ab 1854 stellte er regelmäßig in Berlin aus, namentlich in der Königlich-Preußischen Akademie der Künste, und die Berliner Kunstausstellung des Jahres 1854 wurde für ihn ein erster Achtungserfolg. Während all seiner Reisen fertigte er zahlreiche Studien und Skizzen an, die er als Vorlage für seine späteren Werke verwendete. Themen seiner Gemälde waren vor allem dramatische Landschaftsdarstellungen und Genreszenen ländlichen Lebens, wobei orientalische Motive besonders häufig vertreten waren: Titel seiner Gemälde lauten z. B. „Ein türkischer Kirchhof in Batum“, „Eine türkische Mühle“, „Akropolis von Athen“, „Blick auf Konstantinopel“ oder „Arabisches Dorf am Nil“. Eine größere Bilderreihe von zehn Werken schuf er für König Friedrich Wilhelm IV. von Preußen, weitere für das Archäologische Museum in Rom, für das „Buch der Kunst“ sowie einige Cykloramen vom Bosporus und vom Nil.
Im Jahr 1859 veröffentlichte Geyer im Selbstverlag Zwölf landschaftliche Studien, entworfen und auf Stein gezeichnet, die auch einzeln zu beziehen waren, und zwar über seine Privatadresse: Alexandrinen-Straße 31 in Berlin. Nach Aussage eines Rezensenten in Die Dioskuren. Zeitschrift für Kunst, Kunstindustrie und künstlerisches Leben (hg. von Max Schasler in Berlin) waren diese Studien besonders als „Vorlegeblätter für das Landschaftszeichnen“ und speziell „für den höheren Zeichenunterricht auf Schulen“ geeignet. Motive der einzelnen Blätter waren Büsche (Holunderbusch, Lindenbusch), Weinlaub und Bäume (Buchen, Palmen, Weiden, Kastanien u. a.).
Zu seinen Schülern in Berlin zählten u. a. der Berliner Landschaftsmaler Max Fritz. Geyers Nachlass – angeblich nicht weniger als 350 Gemälde – wurde im November 1892, fast zehn Jahre nach seinem Tod, in Berlin versteigert.